# Swetla Dimitrowa
Swetla Dimitrowa (bulgarisch Светла Димитрова, nach Heirat 1987 auch Пищикова – Pischtikowa, engl. Transkription Svetla Dimitrova-Pishtikova; * 27. Januar 1970 in Burgas) ist eine ehemalige bulgarische Leichtathletin, die in den 1990er Jahren zweimal Europameisterin im 100-Meter-Hürdenlauf wurde. Bei einer Körpergröße von 1,70 m betrug ihr Wettkampfgewicht rund 65 kg.

## Karriere
Swetla Dimitrowa war 1986 und 1988 Juniorenweltmeisterin im Siebenkampf. Bei den Olympischen Spielen 1988 in Seoul wurde sie mit 6171 Punkten Zwölfte. 1989 beim Europacup der Mehrkämpfer hätte sie einen Juniorenweltrekord aufgestellt, wenn ihr Dopingtest nicht positiv ausgefallen wäre. Nach einer zweijährigen Sperre wegen dieses Verstoßes gegen die Dopingbestimmungen trat sie 1992 wieder an und stellte beim Mehrkampf-Meeting Götzis als Zweite mit 6656 Punkten ihre persönliche Bestleistung auf. Bei den Olympischen Spielen 1992 in Barcelona wurde sie mit 6464 Punkten Fünfte. 1993 gewann sie in Götzis mit 6594 Punkten.
Ab 1994 trat Swetla Dimitrowa nicht mehr im Mehrkampf, sondern nur noch im 100-Meter-Hürdenlauf an. Bei den Europameisterschaften in Helsinki gewann sie den Titel in 12,72 s mit zwei Zehntelsekunden Vorsprung auf die Russin Julija Graudyn und ihre bulgarische Landsfrau Jordanka Donkowa. In der 4-mal-100-Meter-Staffel belegte sie hinter den Staffeln aus Deutschland (42,90 s) und Russland (42,96 s) in 43,00 s den dritten Platz. Die bulgarische Stafette startete mit Dessislawa Dimitrowa, dann lief Anelija Nunewa, Swetla Dimitrowa als dritte Läuferin übergab den Stab an Petja Pendarewa.
Nach ihrer Babypause trat Swetla Dimitrowa 1996 bei den Olympischen Spielen in Atlanta an, stürzte aber im Halbfinale. Bei den Weltmeisterschaften 1997 in Athen siegte die für Schweden antretende Ludmila Engquist in 12,50 s vor Dimitrowa in 12,58 s und Michelle Freeman aus Jamaika in 12,61 s. 1998 konnte Dimitrowa bei den Europameisterschaften in Budapest ihren Titel von 1994 erfolgreich verteidigen. Sie gewann in 12,56 s vor der Slowenin Brigita Bukovec in 12,61 s.
Bei den Weltmeisterschaften 1999 in Sevilla wurde Dimitrowa Fünfte in 12,74 s. Im Jahr darauf schied sie bei den Olympischen Spielen in Sydney nach 12,95 s als Sechste ihres Halbfinales aus. In Edmonton bei den Weltmeisterschaften 2001 erreichte sie wieder das Finale. Hinter den beiden US-Amerikanerinnen Anjanette Kirkland in 12,42 s und Gail Devers in 12,54 s kamen Dimitrowa und die Kasachin Olga Schischigina in 12,58 s ins Ziel. Per Zielfotoentscheid erhielt Schischigina die Bronzemedaille und Dimitrowa wurde Vierte. In ihrem letzten großen Finale bei den Europameisterschaften 2002 in München strauchelte Dimitrowa und erreichte das Ziel abgeschlagen als Achte und Letzte.

## Privat
Swetla Dimitrowa ist 1,70 m und wog zu Wettkampfzeiten rund 65 kg. 1994 verließ Swetla Dimitrowa zeitweise Bulgarien und ihren Ehemann und Trainer Ilian Pischtikow und beantragte die Österreichische Staatsbürgerschaft. 1995 kehrte sie nach Bulgarien zurück. Am 30. Dezember 1995 wurde ihr Sohn Kristian geboren.

## Bestleistungen
- 100 Meter Hürden: 12,53 s (1994)
- Hochsprung: 1,88 m (1986)
- Kugelstoßen: 15,50 m (1993)
- 200 Meter: 23,10 s (1993)
- Weitsprung: 6,64 m (1992)
- Speerwurf: 48,18 m (1993)
- 800 Meter: 2:07,90 min (1992)
- Siebenkampf: 6658 Punkte (1992)